# フェラーリ・SF1000
フェラーリ・SF1000 (Ferrari SF1000) は、スクーデリア・フェラーリが2020年のF1世界選手権参戦用に開発したフォーミュラ1カーである。
この年、フェラーリのF1参戦1,000戦目を迎えることから命名された。開発コードは「671」。

## 概要

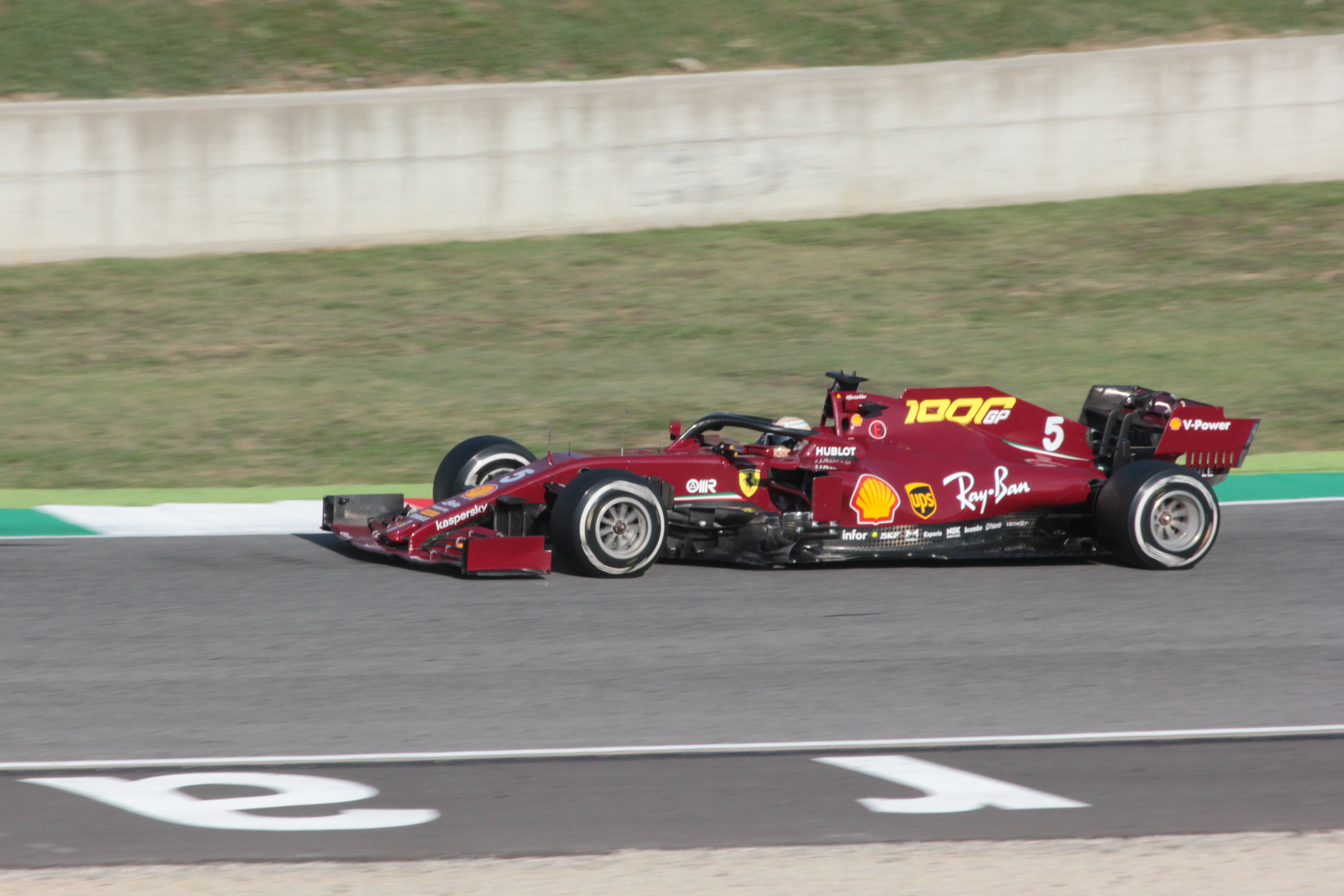
1,000戦目を迎えた2020年トスカーナGPは、ワインレッドの特別カラーリングが施された（ドライバーはセバスチャン・ベッテル）

2020年2月11日にレッジョ・エミリアのムニキパーレ劇場で正式発表された。
外見は前年のSF90に似た進化型であるが、SF90の弱点であったダウンフォースの少なさを改善するためにリアのタイトな絞り込みをはじめとした全てのエリアで空力の見直しを行っている。
毎年マシンに女性的な名前を付けているセバスチャン・ベッテルは、同車を「Lucilla（ルシッラ）」と命名した。
1,000レース目を迎えた第9戦トスカーナGPは、1950年の初参戦当時の濃いワインレッドをベースとし、エンジンカバーに「1000GP」のロゴを入れた特別カラーリングで出走した。

## 2020年シーズン
ドライバーはセバスチャン・ベッテルとシャルル・ルクレールのラインナップを継続。
シーズン成績だが、予選成績は大きく後退し、決勝も表彰台争いどころか何とか入賞争いに絡むのが精いっぱいという状況に陥った。そもそも、プレシーズンテストの時点で前年型より改善した部分もあったが、様々の要因が重なり、戦闘力不足が発生していることが示唆されていた。
そのため、シーズン開幕前の段階でも、改良型のマシンを投入する予定の第3戦までの間は苦戦を覚悟していたが、開幕戦の予選でマシンの戦闘力不足が改めて表面化。決勝後には第2戦にアップデートの前倒しを決断する事態となった。だが、第2戦シュタイアーマルクGPで新パーツの投入を前倒ししても状況は好転せず、同予選および決勝も両者精彩を欠き、特に決勝ではオープニングラップでルクレールがベッテルに追突して何もできないままレースを終えるという散々な結果となってしまった。第3戦は、決勝前までは一定の速さを見せたが、肝心の決勝ではベッテルの6位入賞のみにとどまり、逆に2台とも1周遅れという展開になった。
そのうえ、高速サーキットとなるスパ・フランコルシャンでの第7戦の予選の成績や決勝で同じフェラーリPUを積むアルファロメオのキミ・ライコネンにストレートで抜かされ、ライコネンの12位完走の後ろでレースを終えるという事態が起き、フェラーリのお膝元第8戦イタリアGPでは予選は2台ともトップ10圏外、決勝は2台とも理由は違えどリタイアで終わり、レース後にベッテルが「今年のイタリアGPはファンがいなくて良かった」とコメントするほどであった。また、フェラーリ1000レース目となったトスカーナGPでは、ルクレールが予選5番手を獲得するもののベッテルはQ2敗退。決勝ではスタートを決めたルクレールが3位に浮上するが、その後はみるみるうちに後続に抜かされる展開となり後退。終盤には前に出たアルファロメオのライコネンを最後まで攻略することができずサバイバルレースとなった影響でダブル入賞は果たしたものの、ルクレール9位(ライコネンのペナルティにより最終結果は8位)、ベッテル10位で終わる結果となった。
シーズン序盤は、2019新型コロナウイルスの世界的流行の影響により、開発スケジュールが狂ってしまったうえ、シーズン中のPUに関するアップデートの事実上の禁止が決定した影響など、複数の要因はあっても、PUの何らかの性能低下に苦しんでいるのであって、第3戦の予選の結果から、シャシー側でカバーできる可能性があるという見方もあった。しかし、第7戦ベルギーGPでの低迷ぶりから今季のフェラーリはPUに加え、シャシー性能にも問題があるという見方もされた。
マシンの不振もあり、個々の成績もルクレールの方は開幕戦と第4戦でレース展開も味方につけて表彰台に上がったが、これは自力というよりは自身の前にいたマシンのリタイアといった棚ぼた的な面があった。それでも、第9戦トスカーナGPからの7戦連続入賞やで予選での4番手獲得を数回記録する活躍を見せた。
だが、ベッテルの方は開幕戦となったオーストリアGPで、フェラーリ加入後から見て、マシントラブル以外の理由で初めて予選Q2敗退を喫する事態となったことを筆頭にシーズンを通じて大苦戦を強いられ、結果的に第14戦トルコGPで3位表彰台を獲得したレースがシーズンベストとなり、両者成績という点では大きく低迷することとなった。このように全てにおいて低迷してしまった結果、最終的なコンストラクターズランキング6位という記録は1980年のコンストラクターズ10位に次ぐワースト記録、2016年シーズン以来の未勝利、さらに2台とも11位以下で完走したGPを記録したのは、直近のレースは2010年イギリスグランプリ以来となるが、この時はレース中にペナルティを受けたことで順位が下がった面があるため、ノートラブルで2台とも11位以下での完走は2009年アブダビグランプリ以来となる記録も残してしまうシーズンとなってしまった。

## スペック

### シャシー
- シャシー名：SF1000
- モノコック：カーボンファイバー/ハニカムコンポジット構造、コクピット保護デバイス「Halo」
- ギアボックス：フェラーリ 縦置きギアボックス（8速＋リバース1速）
- トランスミッション：セミオートマチック・シーケンシャル電子制御（クイックシフト）
- ディファレンシャル：サーボ制御式油圧リミテッドスリップディファレンシャル
- ブレーキ：ブレンボ ベンチレーテッド式カーボンファイバーディスクブレーキ（前後）、ブレーキ・バイ・ワイヤ・リアブレーキ
- フロントサスペンション：プッシュロッド式トーションスプリング
- リアサスペンション：プルロッド式トーションスプリング
- ホイール：13インチ（前後）
- タイヤ：ピレリ P-Zero

### エンジン
- エンジン名：フェラーリ 065
- 排気量：1,600cc
- 最高回転数 15,000rpm(レギュレーションで規定)
- ターボチャージャー：シングルターボ
- 燃料最大流量：100kg/h
- 燃料容量：110kg
- 気筒数・角度：V型6気筒・90度
- 口径：80mm
- ストローク：53mm
- バルブ数：24
- 燃料噴射方式：直噴（500bar）
- 燃料：シェル V-Power[30]

### ERS システム
- バッテリー出力：4MJ（1周あたり）
- MGU-K 出力：120kW
- MGU-K 最高回転数：50,000rpm
- MGU-H 最高回転数：125,000rpm

## 記録
（key）
| 年   | No. | ドライバー | AUT | STY | HUN | GBR | 70A | ESP | BEL | ITA | TUS | RUS | EIF | POR | EMI | TUR | BHR | SKR | ABU | ポイント | ランキング |
| ---- | --- | ---------- | --- | --- | --- | --- | --- | --- | --- | --- | --- | --- | --- | --- | --- | --- | --- | --- | --- | -------- | ---------- |
| 2020 | 5   | ベッテル   | 10  | Ret | 6   | 10  | 12  | 7   | 13  | Ret | 10  | 13  | 11  | 10  | 12  | 3   | 13  | 12  | 14  | 131      | 6位        |
| 2020 | 16  | ルクレール | 2   | Ret | 11  | 3   | 4   | Ret | 14  | Ret | 8   | 6   | 7   | 4   | 5   | 4   | 10  | Ret | 13  | 131      | 6位        |

- 太字はポールポジション、斜字はファステストラップ
- † 印はリタイアだが、90%以上の距離を走行したため規定により完走扱い。